# Philippe Thys
Philippe Thys (o Thijs) (Anderlecht, 8 ottobre 1890 – Bruxelles, 16 gennaio 1971) è stato un ciclista su strada, ciclocrossista e pistard belga.
Entrò nella storia del ciclismo vincendo tre edizioni del Tour de France: nel 1913, nel 1914 e nel 1920. Il suo record di 3 vittorie fu eguagliato da Louison Bobet nel 1955 e battuto da Jacques Anquetil nel 1963, con 4 vittorie. Nel 1910 fu il primo campione belga di ciclocross. Debuttò nel professionismo nel 1912 e nello stesso anno si classificò sesto al Tour de France. Vinse la Parigi-Tours e il Giro di Lombardia nel 1917.

## Palmarès

### Strada
- 1913

6ª tappa Tour de France (Bayonne-Luchon)
Classifica generale Tour de France
- 1914

Paris-Menin
1ª tappa Tour de France (Parigi-Le Havre)
Classifica generale Tour de France
- 1917

Parigi-Tours
Giro di Lombardia
- 1918

Tours-Parigi
- 1920

2ª tappa Tour de France (Le Havre-Cherbourg)
9ª tappa Tour de France (Aix-en-Provence-Nizza)
12ª tappa Tour de France (Gex-Strasburgo)
13ª tappa Tour de France (Strasburgo-Metz)
Classifica generale Tour de France
- 1922

4ª tappa Tour de France (Brest-Les Sables-d'Olonne)
8ª tappa Tour de France (Perpignano-Tolone)
9ª tappa Tour de France (Tolone-Nizza)
10ª tappa Tour de France (Nizza-Briançon)
15ª tappa Tour de France (Dunkerque-Parigi)
- 1924

3ª tappa Tour de France (Cherbourg-Brest)
9ª tappa Tour de France (Tolone-Nizza)
- 1927

Limburgse Dageraad

#### Altri successi
- 1921

Critérium des As (derny)
Grand Prix Sporting (Cronocoppie con Jean Rossius)
- 1922

Grand Prix Sporting (Cronocoppie con Jean Alavoine)
- 1923

Grand Prix Sporting (Cronocoppie con Jean Alavoine)

### Pista
- 1919

Sei giorni di Bruxelles (con Marcel Dupuy)

### Ciclocross
- 1910

Campionati belgi

## Piazzamenti

### Grandi Giri
- Tour de France

1912: 6º
1913: vincitore
1914: vincitore
1919: ritirato (1ª tappa)
1920: vincitore
1921: ritirato (2ª tappa)
1922: 14º
1923: ritirato (9ª tappa)
1924: 11º
1925: ritirato (9ª tappa)

### Classiche monumento
- Milano-Sanremo

1912: 28º
1921: 10º
- Parigi-Roubaix

1912: 48º
1919: 2º
- Liegi-Bastogne-Liegi

1909: 13º
- Giro di Lombardia

1917: vincitore